# Антюэнис, Эме
Эме Антюэнис (фр. Aimé Anthuenis, 21 декабря 1943 года) — бельгийский профессиональный футболист и футбольный тренер. Был тренером сборной Бельгии по футболу в период с 2002 по 2005 годы.

## Клубная карьера
Антюэнис играл за местную команду «Расинг» и созданный после его объединения со «Спортингом» КСК «Локерен», а также за футбольные клубы «Экло» и «Эртвельде».

## Тренерская карьера
Будучи уроженцем Локерена, Антюэнис тренировал в числе многих команд клубы «Генк» и «Андерлехт», с которыми он выиграл три чемпионата Бельгии подряд в период с 1999 по 2001 годы (первый чемпионат в составе «Генка», остальные с «Андерлехтом»), а также получал в эти годы награду «Тренер года» от Лиги Жюпиле. После перехода в «Андерлехт», его команда сыграла свой лучший сезон Лиги чемпионов УЕФА со времён появления групповой стадии, выиграв матчи против мадридского «Реала», «Манчестер Юнайтед», «Лацио», «Ромы», «ПСВ» (Эйндховен) и киевского «Динамо». С июля 2002 года он был тренером сборной Бельгии, но его контракт, заключённый до июля 2006 года не был продлён после неудачных отборов на ЧЕ-2004 и ЧМ-2006. 1 января 2006 года Антюэнис был назначен тренером «Локерена». Это был его третий приход на пост рулевого клуба. 28 февраля 2006 года он ушёл в отставку с поста тренера и завершил футбольную карьеру тренера по состоянию здоровья; за неделю до этого он обращался в госпиталь с жалобой на боли в груди, связанные с сердечной мышцей.
21 февраля 2010 года клуб Лиги EXQI «Льерс» нанял бывшего тренера «Жерминаль Беерсхот» на замену Герману Хеллепутте, ставшему техническим директором клуба. Под его руководством клуб победил в первенстве сезона 2009/10.